# Axel Ullrich
Axel Ullrich (Lubań, 19 de outubro de 1943) é um bioquímico alemão.

## Condecorações
- 2001: Prêmio Robert Koch
- 2005: Deutsche Krebshilfe Preis
- 2009: Prêmio Debrecen de Medicina Molecular
- 2010: Prêmio Wolf de Medicina

## Publicações selecionadas
- Klaus Strebhardt, Axel Ullrich: Paul Ehrlich's magic bullet concept: 100 years of progress, in: Nature Reviews Cancer 8, 473-480 (June 2008) (Übersicht über Krebstherapeutika, beschreibt auch einen Teil von Ullrichs eigenen Arbeiten)